# Clatskanie
Clatskanie est une ville du comté de Columbia dans l'État de l'Oregon aux États-Unis. Elle a été nommée d'après la rivière Clatskanie, qui se jette dans le fleuve Columbia. La population était de 1 737 habitants au recensement de 2010.

## Personnalités liées à la ville
- Raymond Carver (1938-1988), écrivain.